# Avvikelse på gruppnivå
Avvikelse på gruppnivå hänvisar till skillnader som är statistiskt signifikanta när man jämför medelvärdena för den undersökta gruppen med en kontrollgrupp, men som inte nödvändigtvis gäller alla individer i den undersökta gruppen. Inom medicin kan man till exempel observera att vissa fysiologiska avvikelser föreligger på gruppnivå vid ett undersökt tillstånd, men att avvikelsen inte förekommer hos alla individer. Avvikelser på gruppnivå är därför i regel inte användbara vid diagnostik, men kan ge ledtrådar till vilka patofysiologiska processer som föreligger.